# Platidia davidsoni
Platidia davidsoni är en armfotingsart som först beskrevs av Eudes-Deslongchamp 1885.  Platidia davidsoni ingår i släktet Platidia och familjen Platidiidae. Inga underarter finns listade i Catalogue of Life.